# Rondbektang

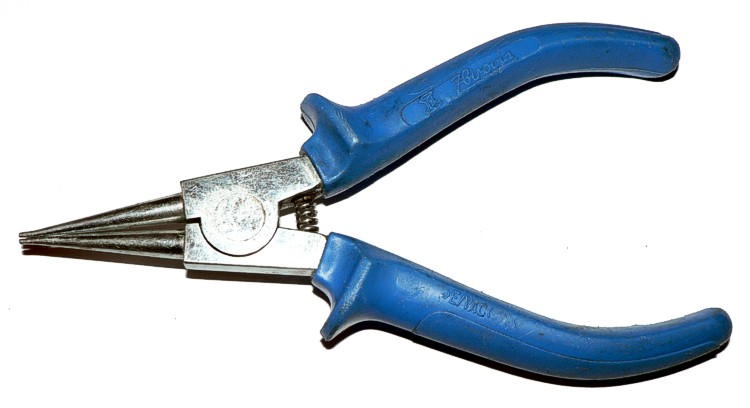
Rondbektang

Een rondbektang is een tang met spits toelopende ronde bekken die via een scharnierpunt bevestigd zijn aan de benen. Door het scharnierpunt als hefboom te gebruiken, kan met weinig kracht de tang precies gecontroleerd worden.
Omdat deze tang vaak gebruikt wordt door elektriciens, zijn de benen meestal voorzien van elektrisch geïsoleerde handvatten. In tegenstelling tot de meeste andere tangen voor elektriciens heeft de rondbektang geen snijvlakken om draden te knippen.
De rondbektang wordt vooral gebruikt voor het plooien van oogjes in elektrische geleiders of andere metaaldraden. Doordat de bekken spits toelopen, kunnen ze gebruikt worden om verschillende grootten van oogjes te plooien. Deze tang wordt soms ook gebruikt voor fijn aansluitwerk in schakelaars, stopcontacten of zekeringkasten. Al is de platbektang daar eigenlijk geschikter voor.